# Жетіказина
Жетікази́на (каз. Жетіказына) — село у складі Жетисайського району Туркестанської області Казахстану. Входить до складу сільського округу Жолдасбая Єралієва.
До 2011 року село називалось Кизиласкер, у Радянські часи село називалось Отділення № 1 участок № 2 совхоза 30-ліття Октября.
Населення — 1035 осіб (2021; 967 у 2009, 670 у 1999, 572 у 1989).